# Economia da Gronelândia
A economia da Groenlândia é uma das menores da América do Norte, especialmente por causa de sua pequena população e adversidade climática.No entanto, caracteriza-se por ser uma sociedade com elevado desenvolvimento caracterizado pelo seu IDH, que é de 0,927
Recursos minerais (zinco, chumbo, minério de ferro, carvão, molibdénio, ouro, platina e urânio) são abundantes. A descoberta de petróleo, zinco e ouro, em 1994, promete mudar a economia, ainda bastante dependente da Dinamarca, que também responde por sua defesa e relações externas. Estima-se também que a Groenlândia possua em torno de 50 bilhões de barris de Petróleo
A economia baseia-se na extracção de bens minerais e também na pesca, caça às focas e baleias.
A caça à foca marca a vida dos habitantes do norte. A Groenlândia hoje é criticamente dependentes da pesca e das exportações de pescado, sendo que a indústria da pesca de camarões é de longe a mais rentável.
Apesar de uma promissora retomada das atividades  de exploração de hidrocarbonetos e minerais, ainda serão necessários vários anos antes que a produção de hidrocarbonetos seja iniciada. Foi criada a companhia petrolífera estatal NUNAOIL a fim de estimular a indústria de hidrocarbonetos.  Foram lançadas ações da empresa estatal Nunamineral na bolsa de valores de Copenhague, a fim de reunir os capitais necessários ao aumento da produção de ouro, iniciada em 2007. A exploração de depósitos de rubi também começou em 2007. Registra-se também a prospecção de outros minerais (urânio, alumínio, níquel, platina, tungstênio, titânio e cobre).
O turismo é o único sector com algum potencial a curto prazo mas é limitado, devido à curta temporada e aos custos elevados.
O sector público, incluindo empresas públicas e municípios, desempenha um papel predominante na economia da Groenlândia. Cerca de metade das receitas governamentais vêm de subsídios do governo dinamarquês - um importante complemento ao produto interno bruto (PIB). O PIB per capita é equivalente ao das economias mais pobres da Europa.
A Groenlândia sofreu uma recessão econômica no início da década de 1990, mas, a partir de 1993, a economia cresceu. O governo tem adotado uma política de aperto fiscal desde o final dos anos 1980, o que contribuiu para criar superavit orçamentário e manter a inflação baixa. Desde 1990, quando foi  fechada a última mina de chumbo e zinco a Groenlândia registra déficit na balança comercial.